# Schwarzkopf-Seidenäffchen
Das Schwarzkopf-Seidenäffchen (Mico nigriceps, Syn.: Callithrix nigriceps) ist eine Primatenart aus der Familie der Krallenaffen.

## Merkmale
Schwarzkopf-Seidenäffchen sind wie alle Krallenaffen relativ kleine Primaten. Sie erreichen eine Kopfrumpflänge von rund 21 Zentimetern und eine Schwanzlänge von 33 Zentimetern. Das Gewicht beträgt etwa 370 Gramm. Ihr seidiges Fell ist vorwiegend braun gefärbt, die Vorder- und Hinterbeine sind orange-gelb, der Schwanz ist schwarz. Der Kopf und die Schulterregion sind graubraun, die Oberseite des Kopfes und die Stirn sind schwarz. Wie bei allen Krallenaffen befinden sich an den Fingern und Zehen (mit Ausnahme der Großzehe) Krallen statt Nägeln.

## Verbreitung und Lebensraum
Schwarzkopf-Seidenäffchen bewohnen ein kleines Gebiet im Amazonasbecken im brasilianischen Bundesstaat Amazonas. Ihr Verbreitungsgebiet liegt östlich des Rio Madeira und westlich des Rio dos Marmelos. Ihr Lebensraum sind Regenwälder, wobei sie sich bevorzugt in Sekundärwäldern und an dicht mit Unterholz bestandenen Waldrändern aufhalten.

## Lebensweise
Diese Primaten sind wie alle Krallenaffen tagaktive Baumbewohner. Sie bewegen sich auf allen vieren oder springend fort. Vermutlich leben sie wie alle Seidenäffchen in Gruppen, die um ein ausgewachsenes Paar organisiert sind und bei dem der Vater und die anderen Gruppenmitglieder sich intensiv an der Jungenaufzucht beteiligen. Ihre Nahrung besteht vorrangig aus Baumsäften. Dafür sind sie wie alle Marmosetten dank ihrer spezialisierten Zähne im Unterkiefer angepasst, mit denen sie Löcher in die Baumrinde nagen können.

## Gefährdung
Der Gefährdungsgrad dieser Art ist nicht bekannt. Teile ihres Verbreitungsgebietes sind durch Waldrodungen bedroht, die Bejagung dürfte keine Rolle spielen. Die IUCN listet die Art unter „zu wenig Daten vorhanden“ (data deficient).